# Eleccions al Dáil Éireann de 1943

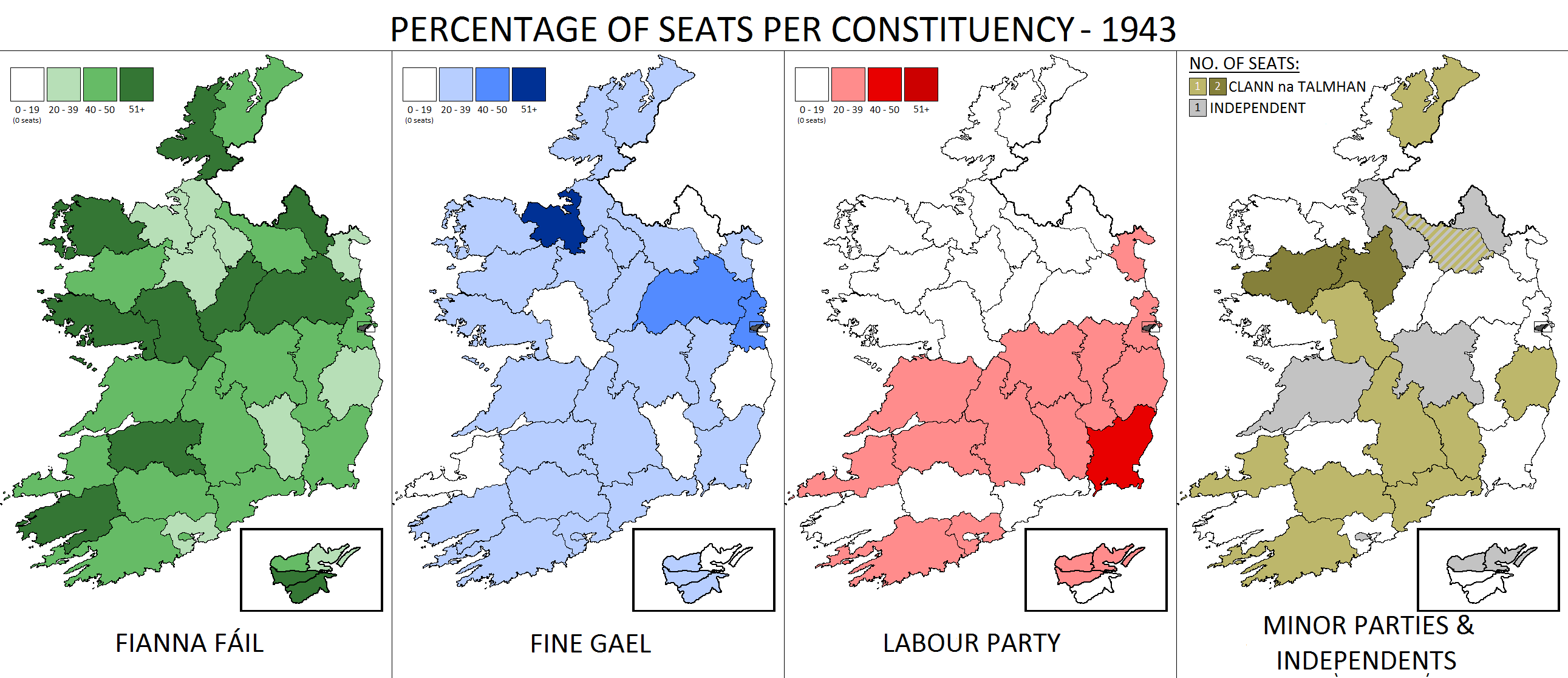
Resultats per circumscripcions i partits

Les eleccions al Dáil Éireann de 1943 es van celebrar el 23 de juny de 1943 per a renovar els 138 diputats del Dáil Éireann. Va guanyar el Fianna Fáil per una gran majoria.

## Resultats
| Partit           | Líder               | Vot popular | %     | Escons |
| Fianna Fáil      | Éamonn de Valera    |             | 41,9% | 66     |
| Fine Gael        | William T. Cosgrave |             | 23,1% | 32     |
| Laborista        | William Norton      |             | 15,7% | 17     |
| Clann na Talmhan | Michael Donnellan   |             | 10,1% | 14     |
| Independents     |                     |             | 5,8%  | 8      |